# Bonneville, Somme
Bonneville là một xã ở tỉnh Somme, vùng Hauts-de-France, Pháp.

## Địa lý
Thị trấn này tọa lạc trên đường D77, khoảng 20 dặm Anh về phía đông của Amiens.

## Địa điểm nổi bật

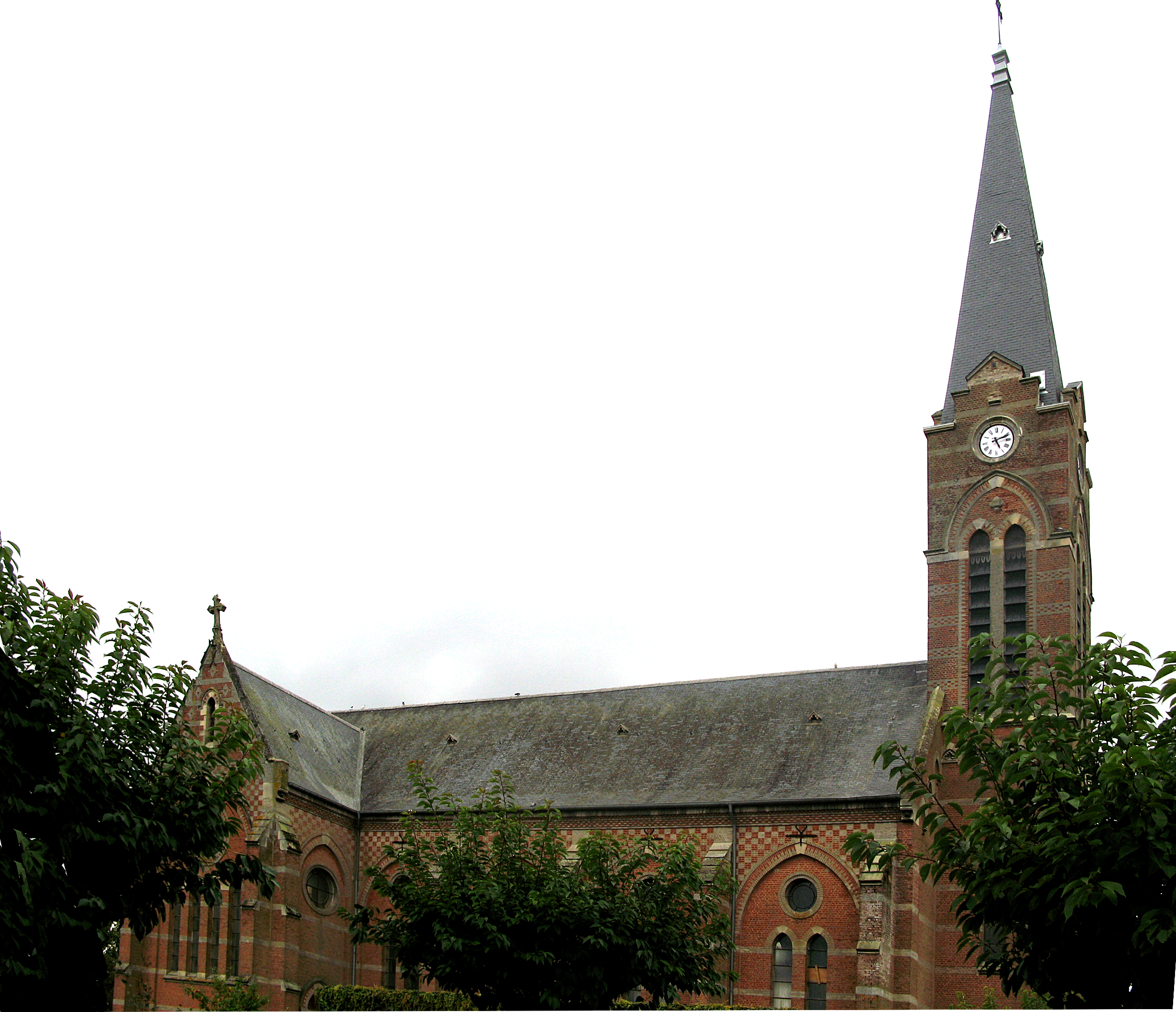
Giáo đường

## Dân số
| 1962                                                           | 1968 | 1975 | 1982 | 1990 | 1999 |
| -------------------------------------------------------------- | ---- | ---- | ---- | ---- | ---- |
| 337                                                            | 381  | 346  | 352  | 346  | 348  |
| Số liệu điều tra dân số từ năm 1962, dân số không tính hai lần |      |      |      |      |      |